# داف ماكاي
داف ماكاي (بالإنجليزية: Dave Mackay)‏ (2 مايو 1980 في المملكة المتحدة - ) هو لاعب كرة قدم بريطاني في مركز الدفاع. لعب مع أكسفورد يونايتد وسانت جونستون ونادي بريتشين سيتي ونادي دندي ونادي اربوراث ونادي ليفينغستون لكرة القدم.

## وصلات خارجية
- داف ماكاي على موقع قاعدة بيانات كرة القدم.إي يو (الإنجليزية)
- داف ماكاي على موقع Soccerbase.com (لاعب) (الإنجليزية)
- داف ماكاي على موقع Soccerway.com (الإنجليزية)